# Palaeographa
Syngrapha là một chi bướm đêm thuộc họ Noctuidae.